# Сборная Бермудских Островов по нетболу
Сборная Бермудских Островов по нетболу представляет Бермудские Острова на международных соревнованиях по нетболу. Управляющим органом является Ассоциация нетбола Бермудских Островов (англ. Bermuda Netball Association).
По состоянию на 25 июля 2024, сборная Бермудских Островов по нетболу занимает 48-е место в мировом рейтинге сборных по нетболу.

## Результаты выступлений

### Чемпионаты мира
| Год        | Место          | Игры           | Победы         | Ничьи          | Поражения      |
| ---------- | -------------- | -------------- | -------------- | -------------- | -------------- |
| 1963—1975  | не участвовали | не участвовали | не участвовали | не участвовали | не участвовали |
| 1979       | 19             | 11             | 2              | 0              | 9              |
| 1983       | не участвовали | не участвовали | не участвовали | не участвовали | не участвовали |
| 1987       | 11             | 10             | 4              | 1              | 6              |
| 1991       | не участвовали | не участвовали | не участвовали | не участвовали | не участвовали |
| 1995       | 24             | 9              | 1              | 0              | 8              |
| 1999       | не участвовали | не участвовали | не участвовали | не участвовали | не участвовали |
| 2003       | 22             | 8              | 2              | 0              | 6              |
| 2007—н. в. | не участвовали | не участвовали | не участвовали | не участвовали | не участвовали |

### Чемпионаты Америки
| Год        | Место          | Игры           | Победы         | Ничьи          | Поражения      |
| ---------- | -------------- | -------------- | -------------- | -------------- | -------------- |
| 1997       | 10             | 9              | 0              | 0              | 9              |
| 2008       | не участвовали | не участвовали | не участвовали | не участвовали | не участвовали |
| 2012       | 8              | 8              | 1              | 0              | 7              |
| 2014—н. в. | не участвовали | не участвовали | не участвовали | не участвовали | не участвовали |